# Scottish FA Cup 1923/24
Der Scottish FA Cup wurde 1923/24 zum 46. Mal ausgespielt. Der wichtigste Fußball-Pokalwettbewerb im schottischen Vereinsfußball wurde vom Schottischen Fußballverband geleitet und ausgetragen. Er begann am 12. Januar 1924 und endete mit dem Finale am 19. April 1924 im Ibrox Park von Glasgow. Als Titelverteidiger startete Celtic Glasgow in den Wettbewerb, das im Finale des Vorjahres gegen Hibernian Edinburgh gewonnen hatte. Im diesjährigen Endspiel um den Schottischen Pokal standen sich Airdrieonians FC und erneut Hibernian Edinburgh gegenüber. Die Diamonds aus Airdrie erreichten zum ersten Mal in der Vereinsgeschichte das Pokalfinale. Die Hibs erreichten nach 1887, 1896, 1902, 1914 und 1923 zum sechsten Mal das Finale.  Die Diamonds gewannen das Endspiel durch den Doppeltorschützen Willie Russell mit 2:0. Die Schottische Meisterschaft gewannen die Rangers vor den Diamonds. Die Hibs wurden siebter.

## 1. Runde
Ausgetragen wurden die Begegnungen am 12./19. und 26. Januar 1924. Die Wiederholungsspiele fanden am 29. und 30. Januar 1924 statt.
|                      | Ergebnis |                       |
| -------------------- | -------- | --------------------- |
| FC Aberdeen          | 2:1      | FC Dumbarton          |
| Airdrieonians FC     | 2:1      | Greenock Morton       |
| Alloa Athletic       | 2:2      | Buckie Thistle        |
| Ayr United           | 3:1      | Albion Rovers         |
| FC Bathgate          | 1:1      | FC Bo’ness            |
| FC Clydebank         | 8:2      | FC Blairgowrie        |
| FC Coldstream        | 0:1      | FC Armadale           |
| FC Dundee            | 2:0      | FC Dykehead           |
| Dunfermline Athletic | 0:1      | FC Arbroath           |
| FC Falkirk           | 3:0      | Brechin City          |
| FC Galston           | 6:2      | Gala Fairydean Rovers |
| Hibernian Edinburgh  | 1:0      | Dundee United         |
| FC Caledonian        | 0:5      | FC Cowdenbeath        |
| Inverness Thistle    | 1:3      | Forfar Athletic       |
| FC Johnstone         | 1:3      | FC East Fife          |
| FC Kilmarnock        | 2:0      | Celtic Glasgow        |
| FC King’s Park       | 0:0      | Hamilton Academical   |
| FC Mid Annandale     | 3:1      | Forres Mechanics      |
| FC Motherwell        | 5:0      | FC Breadalbane        |
| FC Newton Stewart    | 1:8      | FC East Stirlingshire |
| Partick Thistle      | 11:0     | FC Dunkeld & Birnam   |
| Queen of the South   | 8:0      | FC Stranraer          |
| FC Queen’s Park      | 1:1      | FC Dumbarton Harp     |
| Raith Rovers         | 3:0      | Broxburn United       |
| Glasgow Rangers      | 4:1      | Lochgelly United      |
| FC St. Bernard’s     | 3:0      | FC Fraserburgh        |
| FC Stenhousemuir     | 2:1      | FC Clackmannan        |
| FC St. Johnstone     | 3:0      | FC Moorpark           |
| FC St. Mirren        | 3:2      | FC Beith              |
| Third Lanark         | 0:0      | Heart of Midlothian   |
| FC Thornhill         | 0:0      | FC Clyde              |
| FC Vale of Leven     | 0:0      | Leith Athletic        |

### Wiederholungsspiele
|                     | Ergebnis |                  |
| ------------------- | -------- | ---------------- |
| Buckie Thistle      | 0:3      | Alloa Athletic   |
| FC Clyde            | 4:0      | FC Thornhill     |
| FC Dumbarton Harp   | 1:4      | FC Queen’s Park  |
| FC Bo’ness          | 1:0      | FC Bathgate      |
| Hamilton Academical | 1:0      | FC King’s Park   |
| Heart of Midlothian | 3:0      | Third Lanark     |
| Leith Athletic      | 1:2      | FC Vale of Leven |

## 2. Runde
Ausgetragen wurden die Begegnungen am 9. Februar 1924. Die Wiederholungsspiele fanden am 12./13. und 20. Februar 1924 statt.
|                       | Ergebnis |                    |
| --------------------- | -------- | ------------------ |
| Airdrieonians FC      | 4:0      | FC St. Johnstone   |
| Ayr United            | 1:0      | FC Kilmarnock      |
| FC Clyde              | 2:0      | FC Vale of Leven   |
| FC Clydebank          | 4:0      | FC Arbroath        |
| FC Cowdenbeath        | 0:2      | FC Aberdeen        |
| FC Dundee             | 0:0      | Raith Rovers       |
| FC East Stirlingshire | 1:0      | FC Mid Annandale   |
| FC Falkirk            | 2:0      | FC East Fife       |
| Forfar Athletic       | 1:3      | FC Motherwell      |
| Hamilton Academical   | 2:1      | Queen of the South |
| Heart of Midlothian   | 6:0      | FC Galston         |
| Hibernian Edinburgh   | 1:1      | Alloa Athletic     |
| Partick Thistle       | 3:0      | FC Bo’ness         |
| FC Queen’s Park       | 3:1      | FC Armadale        |
| FC St. Bernard’s      | 0:0      | FC Stenhousemuir   |
| FC St. Mirren         | 0:1      | Glasgow Rangers    |

### Wiederholungsspiele
|                  | Ergebnis  |                     |
| ---------------- | --------- | ------------------- |
| Alloa Athletic   | 0:5       | Hibernian Edinburgh |
| Raith Rovers     | 1:0       | FC Dundee           |
| FC Stenhousemuir | 0:0 n. V. | FC St. Bernard’s    |

### 2. Wiederholungsspiel
|                  | Ergebnis |                  |
| ---------------- | -------- | ---------------- |
| FC St. Bernard’s | 2:0      | FC Stenhousemuir |

## Achtelfinale
Ausgetragen wurden die Begegnungen am 23. Februar 1924. Die Wiederholungsspiele fanden am 27. Februar 1924 statt.
|                     | Ergebnis |                       |
| ------------------- | -------- | --------------------- |
| FC Aberdeen         | 2:0      | FC East Stirlingshire |
| FC Clydebank        | 2:3      | Ayr United            |
| FC Falkirk          | 0:0      | FC Queen’s Park       |
| Heart of Midlothian | 3:1      | FC Clyde              |
| FC Motherwell       | 0:5      | Airdrieonians FC      |
| Partick Thistle     | 1:1      | Hamilton Academical   |
| Raith Rovers        | 0:1      | FC St. Bernard’s      |
| Glasgow Rangers     | 1:2      | Hibernian Edinburgh   |

### Wiederholungsspiele
|                     | Ergebnis |                 |
| ------------------- | -------- | --------------- |
| Hamilton Academical | 1:2      | Partick Thistle |
| FC Queen’s Park     | 0:2      | FC Falkirk      |

## Viertelfinale
Ausgetragen wurden die Begegnungen am 8. März 1924. Die Wiederholungsspiele fanden am 12./18./19. und 20. März 1924 statt.
|                     | Ergebnis |                  |
| ------------------- | -------- | ---------------- |
| FC Aberdeen         | 3:0      | FC St. Bernard’s |
| Airdrieonians FC    | 1:1      | Ayr United       |
| Heart of Midlothian | 1:2      | FC Falkirk       |
| Hibernian Edinburgh | 2:2      | Partick Thistle  |

### Wiederholungsspiele
|                 | Ergebnis  |                     |
| --------------- | --------- | ------------------- |
| Ayr United      | 0:0 n. V. | Airdrieonians FC    |
| Partick Thistle | 1:1 n. V. | Hibernian Edinburgh |

### 2. Wiederholungsspiele
|                     | Ergebnis  |                  |
| ------------------- | --------- | ---------------- |
| Ayr United          | 0:0 n. V. | Airdrieonians FC |
| Hibernian Edinburgh | *2:1 *    | Partick Thistle  |

### 3. Wiederholungsspiel
|                  | Ergebnis |            |
| ---------------- | -------- | ---------- |
| Airdrieonians FC | *1:0 *   | Ayr United |

## Halbfinale
Ausgetragen wurden die Begegnungen am 22. März 1924. Die Wiederholungsspiele fanden am 26. März und 9. April 1924 statt.
|                  | Ergebnis |                     |
| ---------------- | -------- | ------------------- |
| FC Aberdeen      | *0:0 *   | Hibernian Edinburgh |
| Airdrieonians FC | *2:1 **  | FC Falkirk          |

### Wiederholungsspiel
|             | Ergebnis     |                     |
| ----------- | ------------ | ------------------- |
| FC Aberdeen | *0:0 n. V. * | Hibernian Edinburgh |

### 2. Wiederholungsspiel
|                     | Ergebnis |             |
| ------------------- | -------- | ----------- |
| Hibernian Edinburgh | *1:0 *   | FC Aberdeen |

## Finale
| Airdrieonians FC                                                     | Airdrieonians FC | Hibernian Edinburgh | Hibernian Edinburgh |
| -------------------------------------------------------------------- | --- | --- | ------------------- |
| Airdrieonians FC                                                     | \| Finale \| \| Samstag, 19. April 1924 um 15:00 Uhr (UTC±0) in Glasgow (Ibrox Park) \| \| Ergebnis: 2:0 (2:0)[1] \| \| Zuschauer: 59.218[2] \| \| Schiedsrichter: Tom Dougray \|    | \| Finale \| \| Samstag, 19. April 1924 um 15:00 Uhr (UTC±0) in Glasgow (Ibrox Park) \| \| Ergebnis: 2:0 (2:0)[1] \| \| Zuschauer: 59.218[2] \| \| Schiedsrichter: Tom Dougray \|     | Hibernian Edinburgh |
| Airdrieonians FC                                                     | Jock Ewart – Sandy Dick, George McQueen, Tom Preson, Jock McDougall, Bob Bennie, Jimmy Reid, Jimmy Somerville, Willie Russell, Hughie Gallacher, Bob McPhail Cheftrainer: Willie Orr | Bill Harper – William McGinnigle, William Dornan, Peter Kerr, Willie Miller, Hugh Shaw, Harry Ritchie, James Dunn, Jimmy McColl, Johnny Halligan, John Walker Cheftrainer: Alex Maley | Hibernian Edinburgh |
| Airdrieonians FC                                                     | 1:0 Willie Russell 2:0 Willie Russell | | Hibernian Edinburgh |
| Finale                                                               | | |                     |
| Samstag, 19. April 1924 um 15:00 Uhr (UTC±0) in Glasgow (Ibrox Park) | | |                     |
| Ergebnis: 2:0 (2:0)                                                  | | |                     |
| Zuschauer: 59.218                                                    | | |                     |
| Schiedsrichter: Tom Dougray                                          | | |                     |